# Saint-Derrien
 Saint-Derrien  (en bretón Sant-Derc'hen) es una población y comuna francesa, situada en la región de Bretaña, departamento de Finisterre, en el distrito de Morlaix y cantón de Landivisiau.

## Demografía
| ... | ... | ... | ... | ... | ... | ... | ... | ... | ... | ... | ... | ... | ... | 1 011 | 944 | 877 | 945 | 889 | 913 | 950 | 958 | 903 | 901 | 892 | 815 | 759 | 688 | 634 | 594 | 582 | 531 | 567 |
| Para los censos de 1962 a 1999 la población legal corresponde a la población sin duplicidades (Fuente: INSEE [Consultar]) |     |     |     |     |     |     |     |     |     |     |     |     |     |       |     |     |     |     |     |     |     |     |     |     |     |     |     |     |     |     |     |     |